# Aucha vesta
Aucha vesta är en fjärilsart som beskrevs av Swinhoe 1901. Aucha vesta ingår i släktet Aucha och familjen nattflyn. Inga underarter finns listade i Catalogue of Life.